# ジョン・G・アヴィルドセン
ジョン・G・アヴィルドセン（John G. Avildsen, 1935年12月21日 - 2017年6月16日）は、アメリカ合衆国の映画監督。イリノイ州オークパーク出身。

## 経歴
広告代理店でCM等の制作をしていたが、監督募集の広告に応募したのがきっかけで映画業界に入った。当初はトロマ社など低予算のB級映画ばかりだったが、アメリカの世代間の断絶を描いたバイオレンス映画『ジョー』（1970年）で注目される。
1973年の監督作『セイブ・ザ・タイガー』（日本未公開）では、主演を務めたジャック・レモンが演じアカデミー主演男優賞を受賞。更に1976年の『ロッキー』では自身がアカデミー監督賞を受賞したのをはじめ、アカデミー作品賞他多数の賞を受賞。同作品は世界的に大ヒット、シリーズ化（アヴィルドセンは一作目と五作目の監督を担当）もされ興行的な面でも大成功をおさめた。
その後、『ロッキー』の空手版ともいえる『ベスト・キッド』も大ヒット、『ロッキー』シリーズと同様にシリーズ化された（一作目から三作目までの監督を担当）。
2017年6月16日、ロサンゼルスの病院で膵臓癌のため死去。81歳没。

## 評価
低予算の映画であっても大ヒット作を生み出した手腕が評価される一方で、『ロッキー』主演のシルヴェスター・スタローンと同様にゴールデンラズベリー賞（最低の映画を選ぶ不名誉な賞）に何度もノミネートされている（ノミネートのみで受賞はなし）。

## 主な監督作品
- Turn on to Love （1969年、日本未公開）
- ジョー Joe （1970年）
- 泣く女 Cry Uncle! （1971年）
- セイブ・ザ・タイガー Save the Tiger （1973年、日本未公開）
- デキシー・ダンスキングス W.W. and the Dixie Dancekings （1975年）
- ロッキー Rocky （1976年）
- ふたりでスロー・ダンスを Slow Dancing in the Big City （1978年）
- ジェネシスを追え The Formula （1980年、日本未公開）
- ネイバーズ Neighbors （1981年）
- ナイト・イン・ヘブン A Night in Heaven （1983年、日本未公開）
- ベスト・キッド The Karate Kid （1984年）
- ベスト・キッド2 The Karate Kid, Part II （1986年）
- ピーター・フォークの 恋する大泥棒 Happy New Year （1987年、日本未公開）
- この愛に生きて For Keeps? （1988年）
- ワイルド・チェンジ Lean on Me（1989年、日本未公開）
- ベスト・キッド3/最後の挑戦 The Karate Kid, Part III （1989年）
- ロッキー5/最後のドラマ Rocky V （1990年）
- パワー・オブ・ワン The Power of One （1992年）
- エイト・セカンズ/伝説の8秒 8 Seconds （1994年）
- ヴァン・ダム IN コヨーテ Inferno （1999年）